# Cadet Kelly
Cadet Kelly is een film van Disney Channel uit 2002 onder regie van Larry Shaw.

## Verhaal
Kelly is een tiener die heeft wat ze wil. Haar ouders zijn gescheiden, maar dat vindt ze niet heel erg, omdat ze haar vader nog regelmatig ziet. Wanneer haar moeder trouwt met een majoor, verandert alles. De majoor wordt overgeplaatst om directeur te worden op een militaire middelbare school. Kelly moet hier ook les gaan volgen. In het begin hoort ze er helemaal niet bij vanwege haar eigenwijze gedrag. Dan ontdekt ze dat ze er helemaal gaat bijhoren als ze zich een beetje aanpast.

## Rolverdeling
| Acteur                 | Personage                  |
| ---------------------- | -------------------------- |
| Hilary Duff            | Kelly Collins              |
| Christy Carlson Romano | Kapitein Jennifer Stone    |
| Gary Cole              | Generaal 'Sir' Joe Maxwell |
| Andrea Lewis           | Carla Hall                 |
| Shawn Ashmore          | Majoor Brad Rigby          |
| Aimee Garcia           | Sergeant Gloria Ramos      |
| Linda Kash             | Samantha Collins Maxwell   |
| Sarah Gadon            | Amanda                     |
| Nigel Hamer            | Adam                       |
| Avery Saltzman         | Kevin                      |
| Joe Matheson           | General Archer             |
| Beverlee Buzon         | Grace                      |
| Dalene Irvine          | Marla                      |
| Christopher Tai        | Sr. Cadet officer          |
| Josh Wittig            | Cadet bugler               |
| Edie Inksetter         | Math teacher               |
| Stewart Arnott         | Captain Lawrence           |
| Desmond Campbell       | Lt. Col. Ross              |
| Tim Post               | Col. Mikkelson             |
| Martin Roach           | Drill instructor           |